# Museu de Brooklyn
El Museu de Brooklyn o Brooklyn Museum (en anglès), està situat al número 200 d'Eastern Parkway, a la ciutat de Nova York, a la zona de Brooklyn. Es tracta del segon museu més important de la ciutat i un dels més grans dels Estats Units.
És una de les principals institucions d'art del món i la seva col·lecció permanent d'art inclou més d'un milió i mig d'objectes, des d'obres mestres de l'antic Egipte dins a art contemporani i peces de diferents cultures. El museu presenta una superfície de 52.000 m² i cada any el visiten mig milió de persones.

## Història
El museu va ser inaugurat l'any 1897. La seva estructura és d'acer, va ser dissenyada pels arquitectes McKim, Mead i White i construïda per la Construction Company.

## Art i col·leccions
El museu té una rica i variada col·lecció d'obres d'arreu del món.

### Art americà

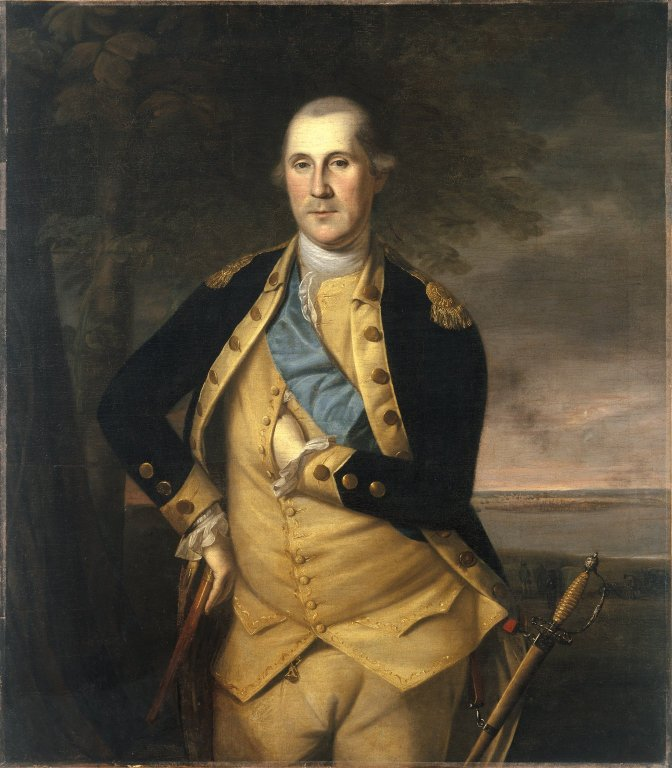
Charles Willson Peale, George Washington, c. 1776
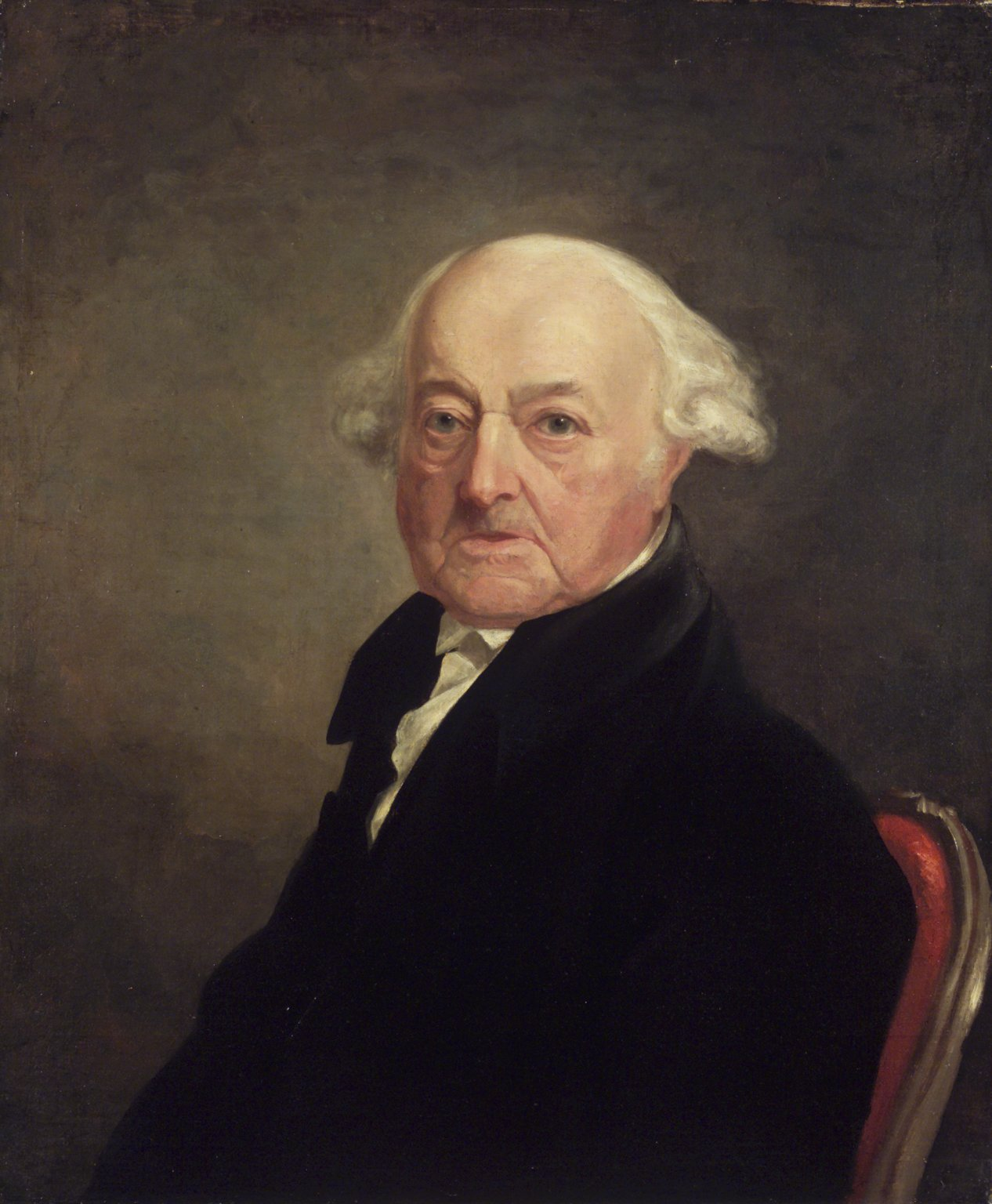
Samuel Morse, Portrait of John Adams, 1816
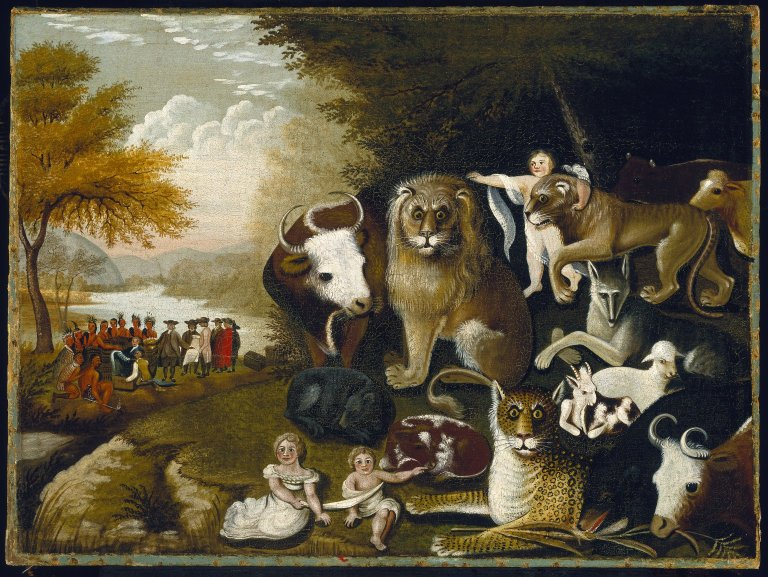
Edward Hicks, The Peaceable Kingdom, c. 1830-1840
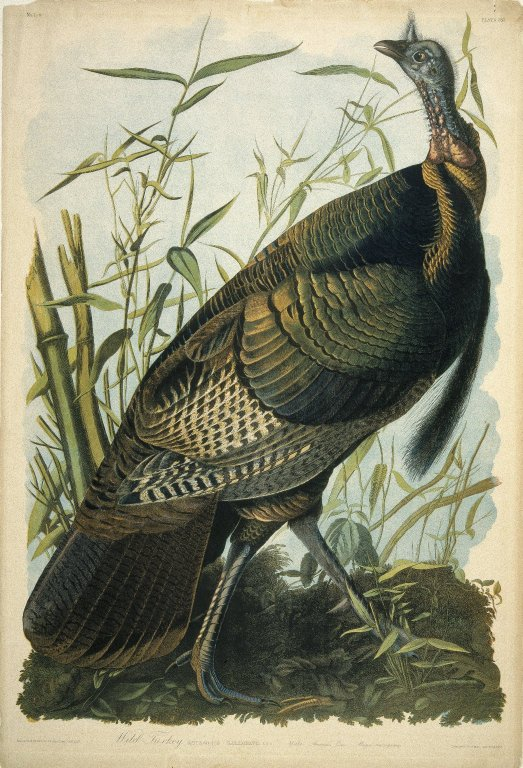
John J. Audubon, Wild Turkey, lithograph, c. 1861
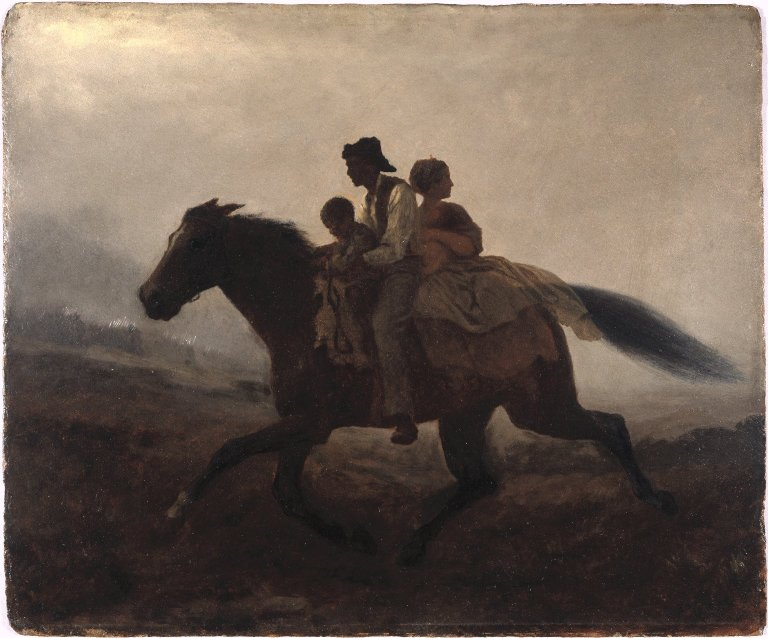
Eastman Johnson, A Ride for Liberty – The Fugitive Slaves, c. 1862
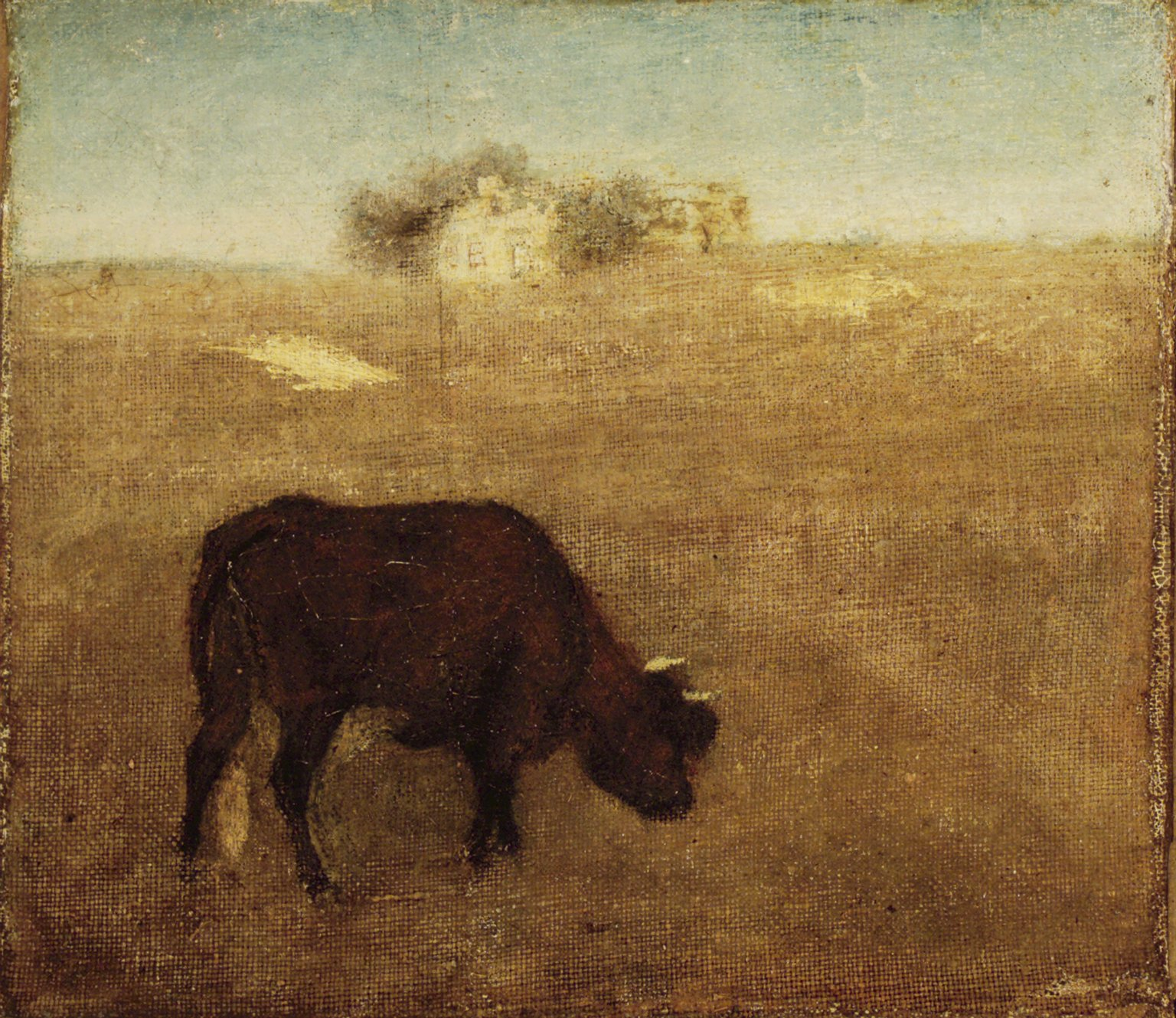
Albert Pinkham Ryder, Evening Glow The Old Red Cow, 1870-1875
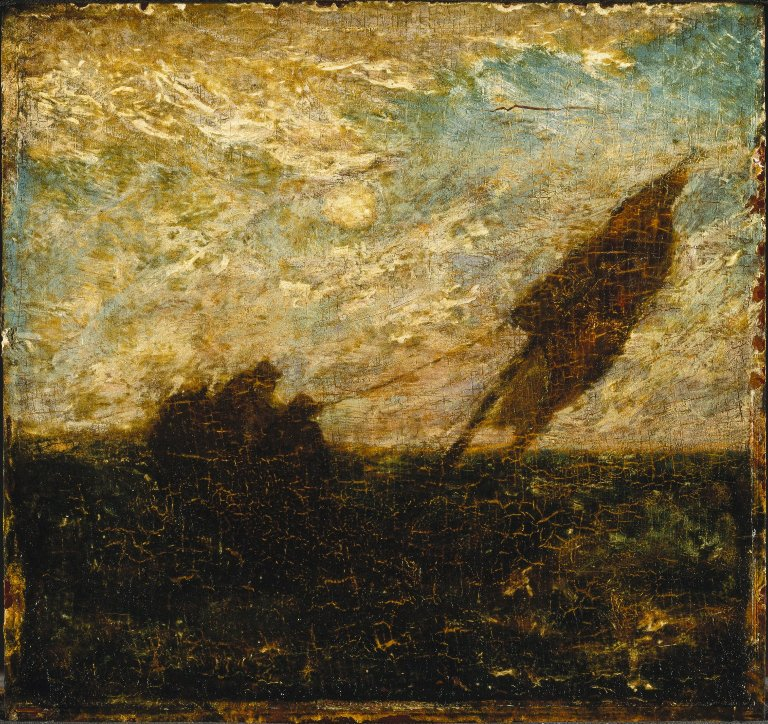
Albert Pinkham Ryder, The Waste of Waters is Their Field, 1880.
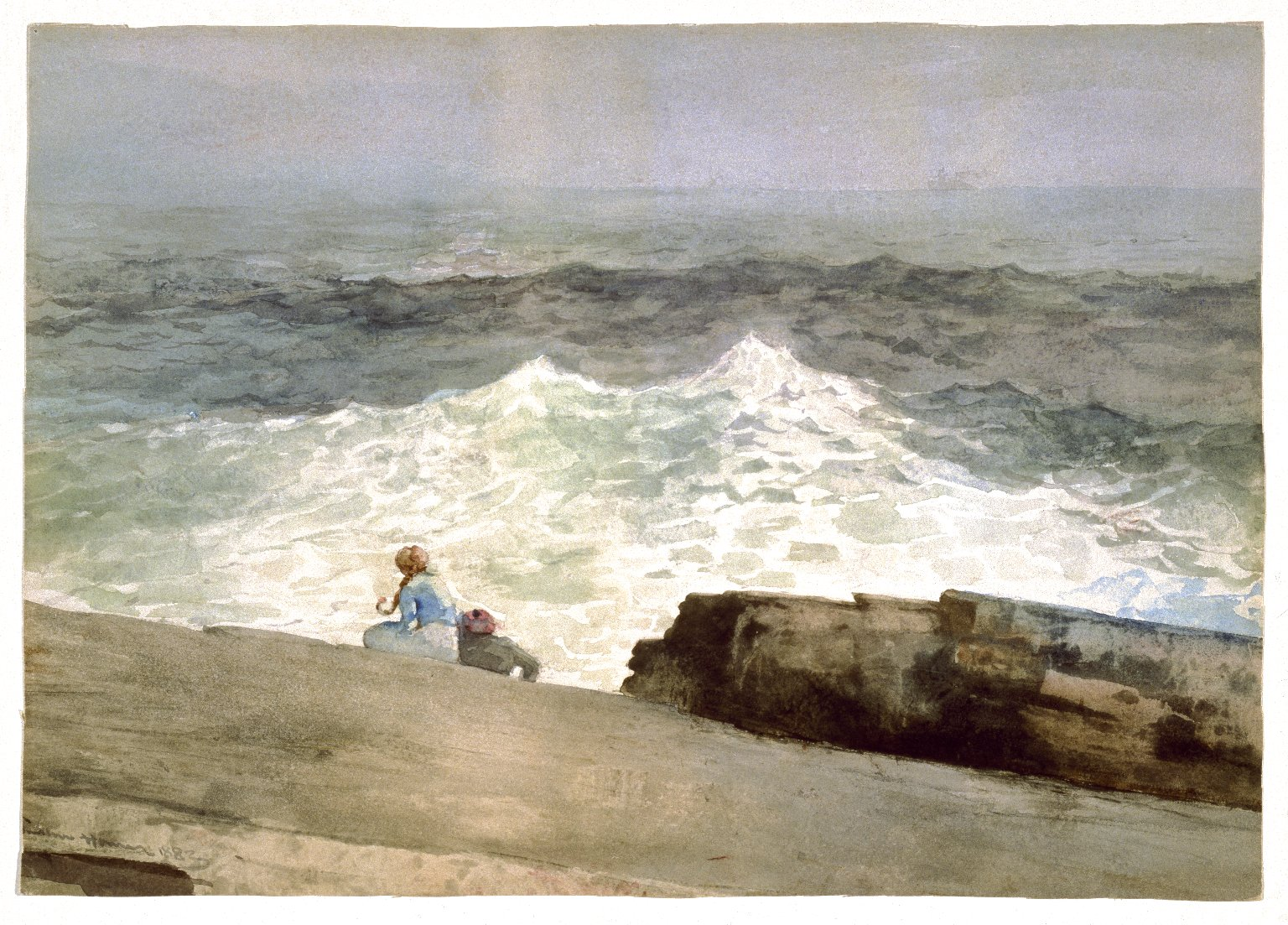
Winslow Homer, The Northeaster, c. 1883
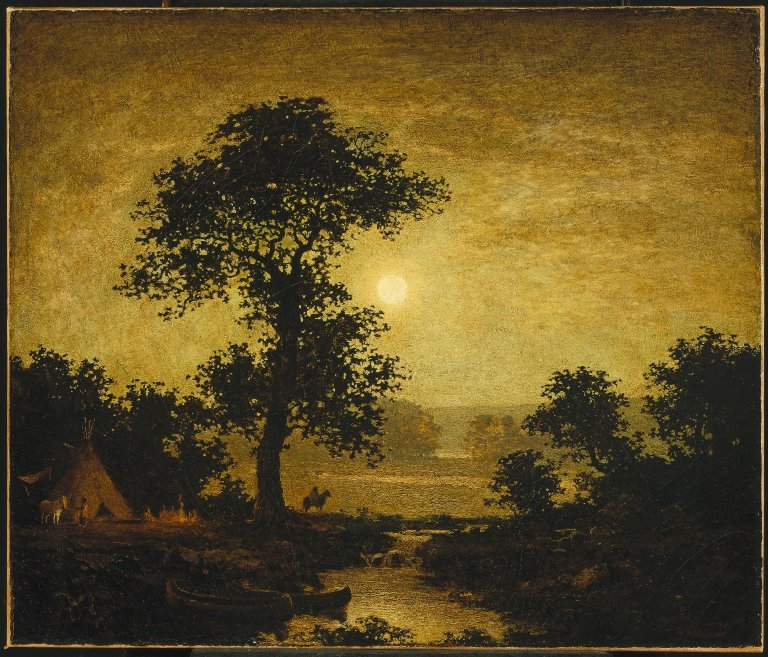
Ralph Albert Blakelock, Moonlight, 1885.
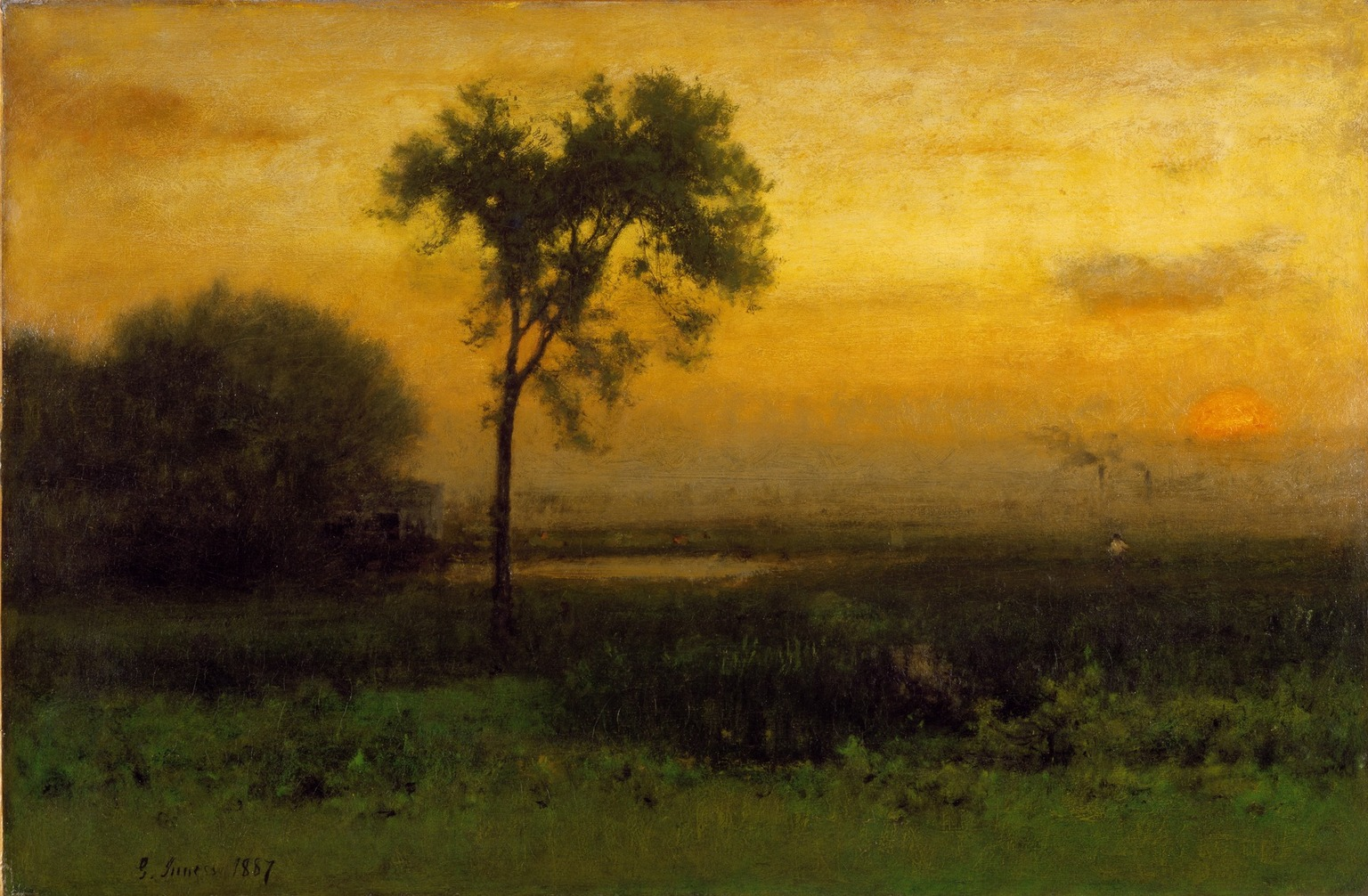
George Inness, Sunrise, 1887
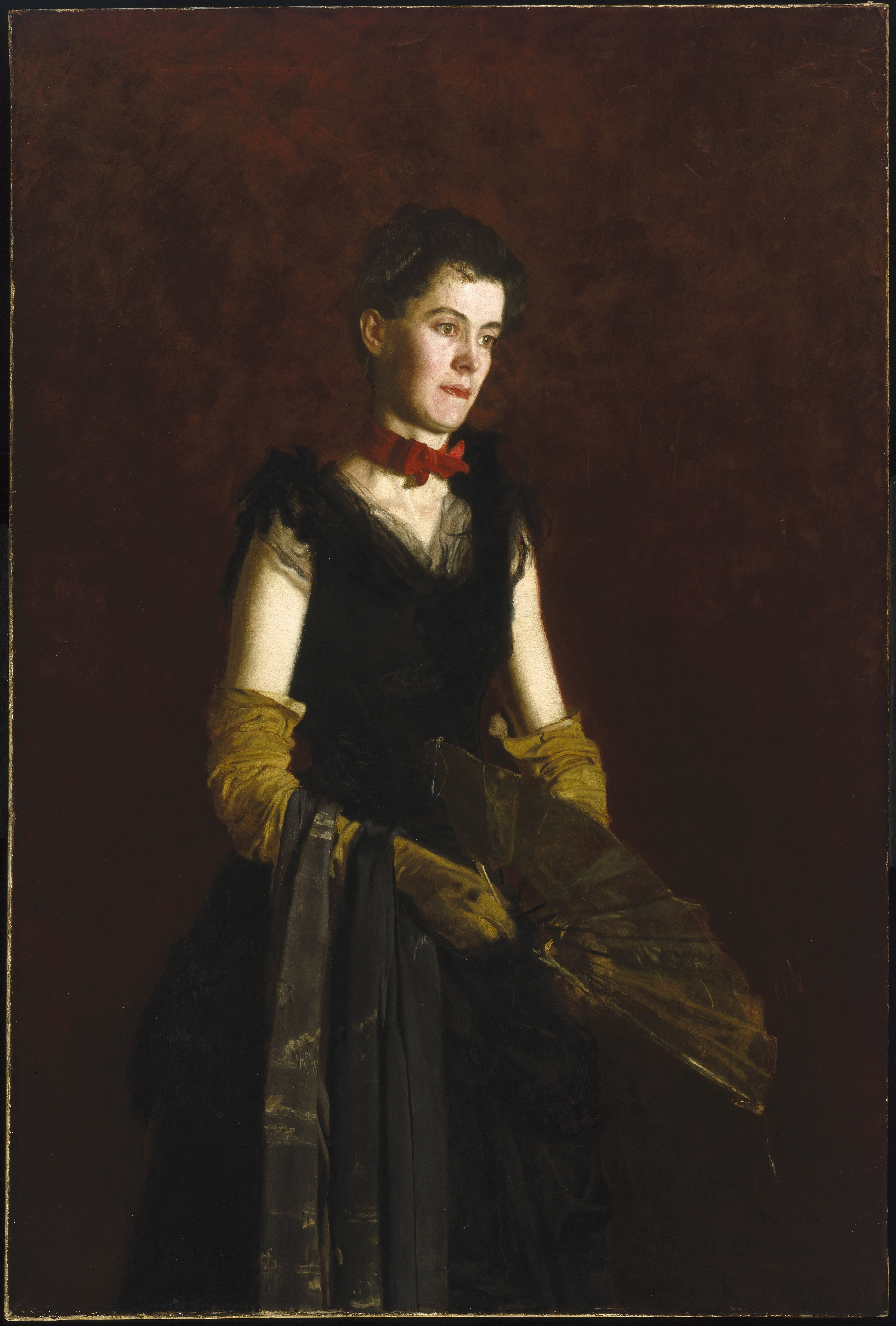
Thomas Eakins, Letitia Wilson Jordan, 1888
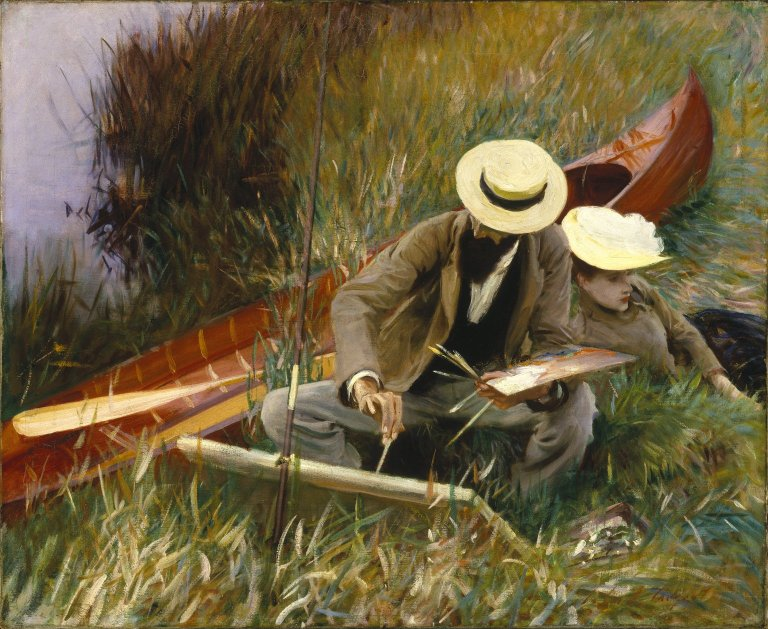
John Singer Sargent, Paul César Helleu Sketching with His Wife, 1889
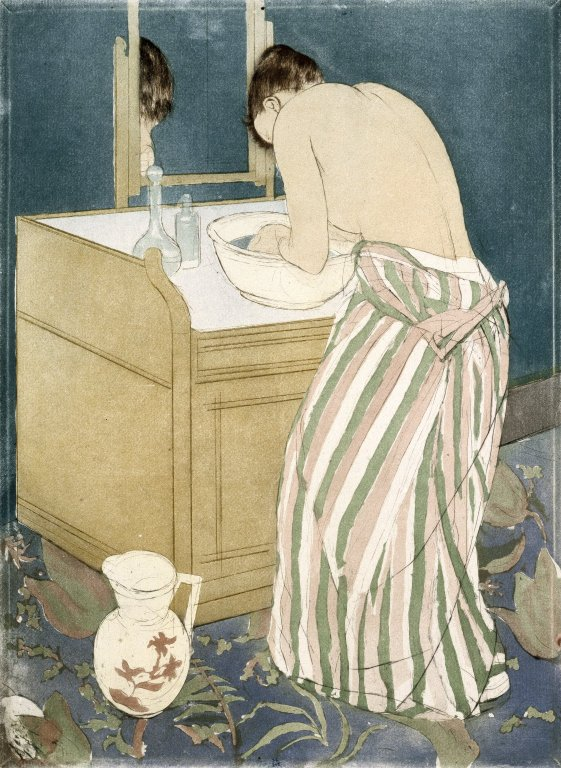
Mary Cassatt, La Toilette, c. 1889-1894.
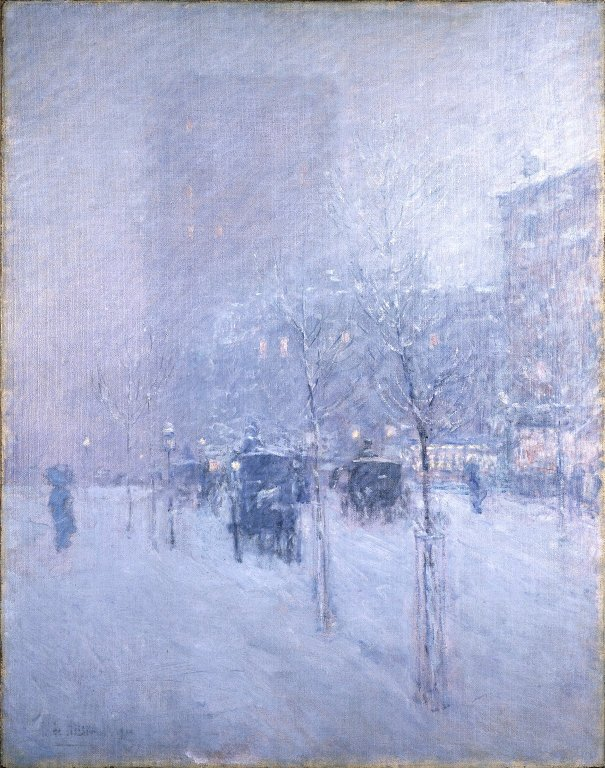
Childe Hassam, Late Afternoon, New York, Winter, c. 1900
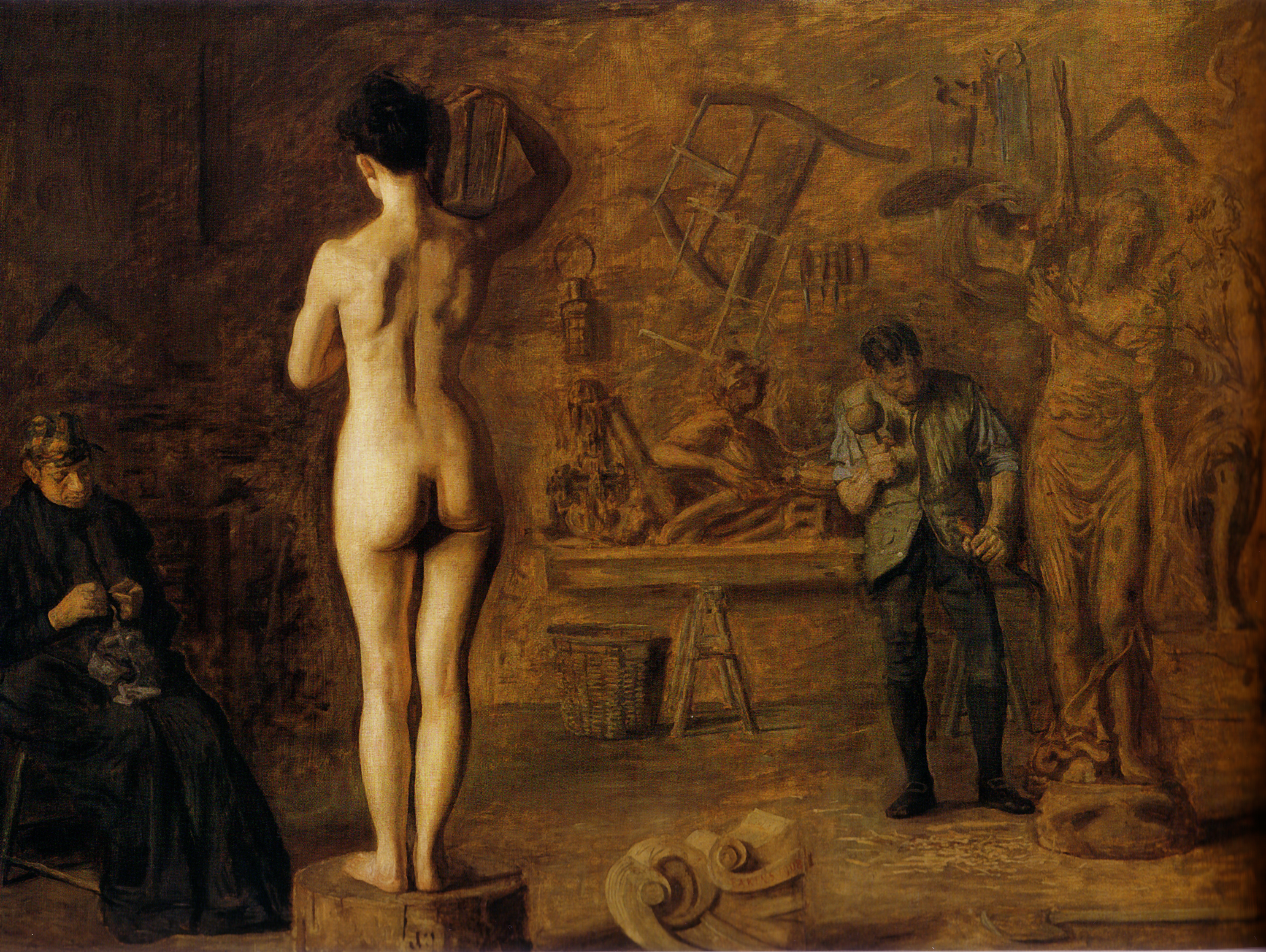
Thomas Eakins, William Rush Carving his Allegorical Figure of the Schuylkill River, 1908
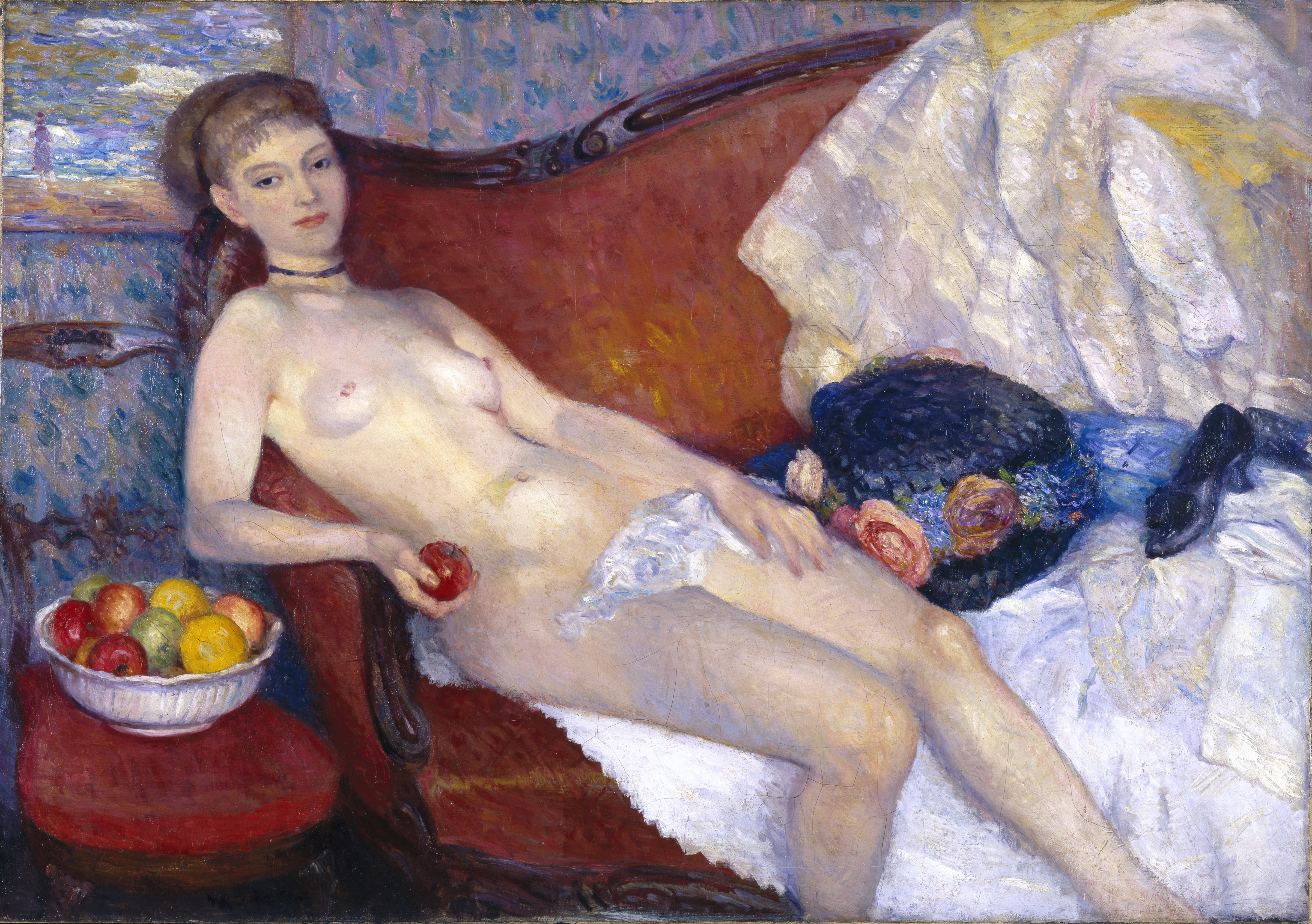
William Glackens, Nude with Apple, 1909-1910
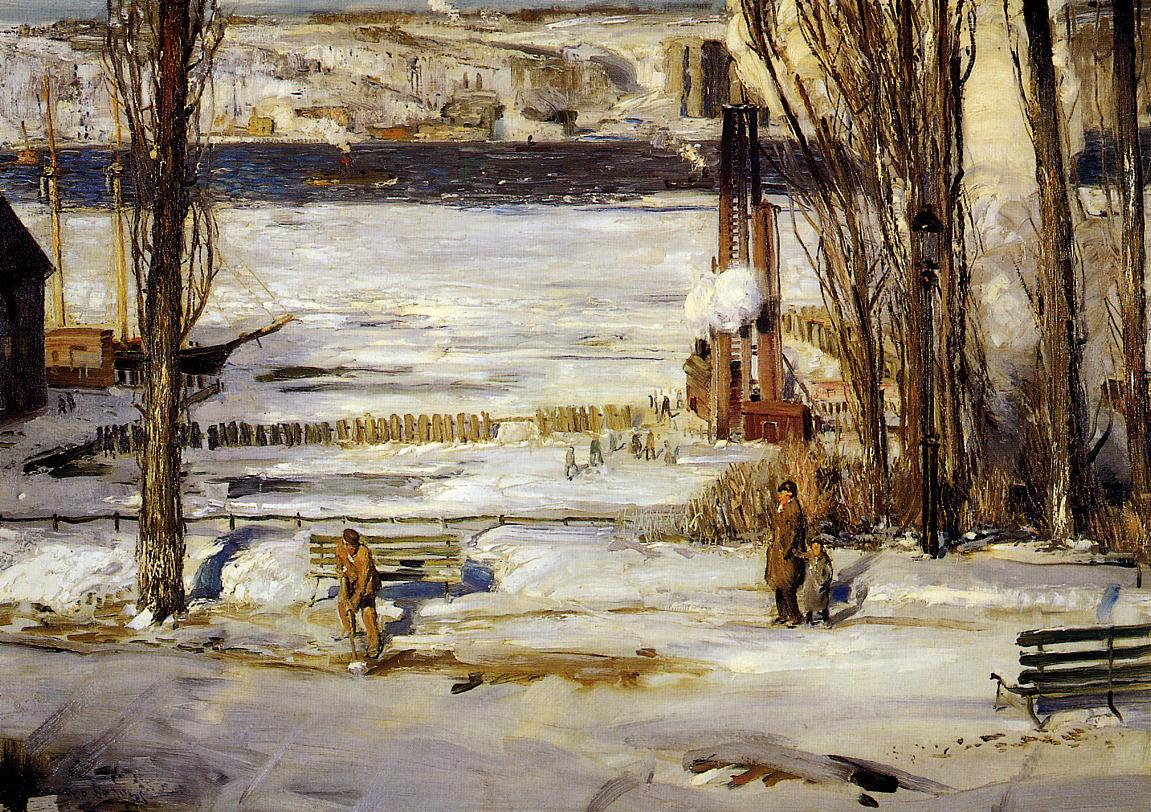
George Bellows, A Morning Snow--Hudson River, 1910
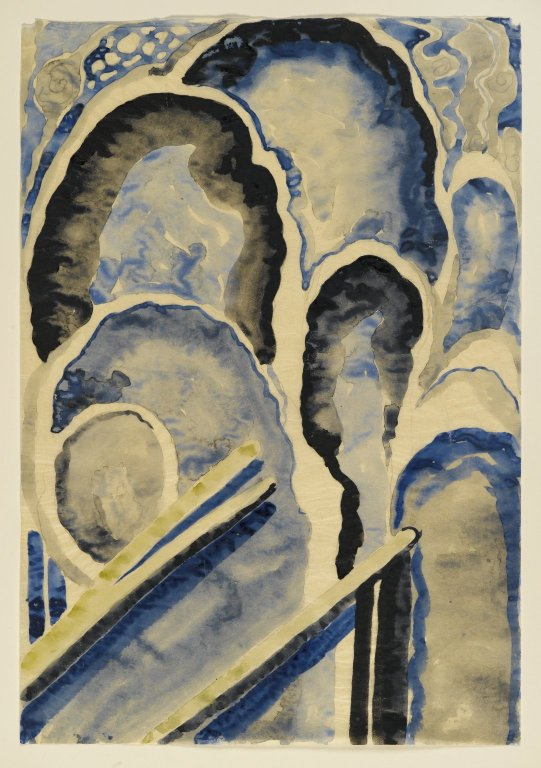
Georgia O'Keeffe, Blue 1, 1916
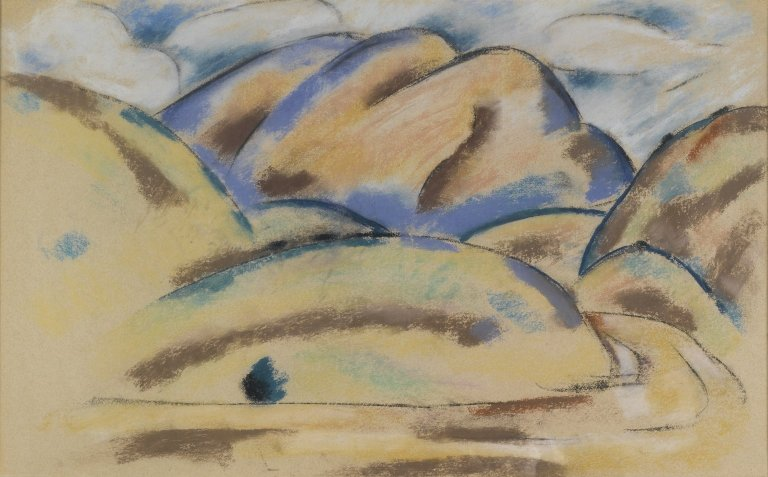
Marsden Hartley, Landscape, New Mexico, 1916-1920

### Art africà

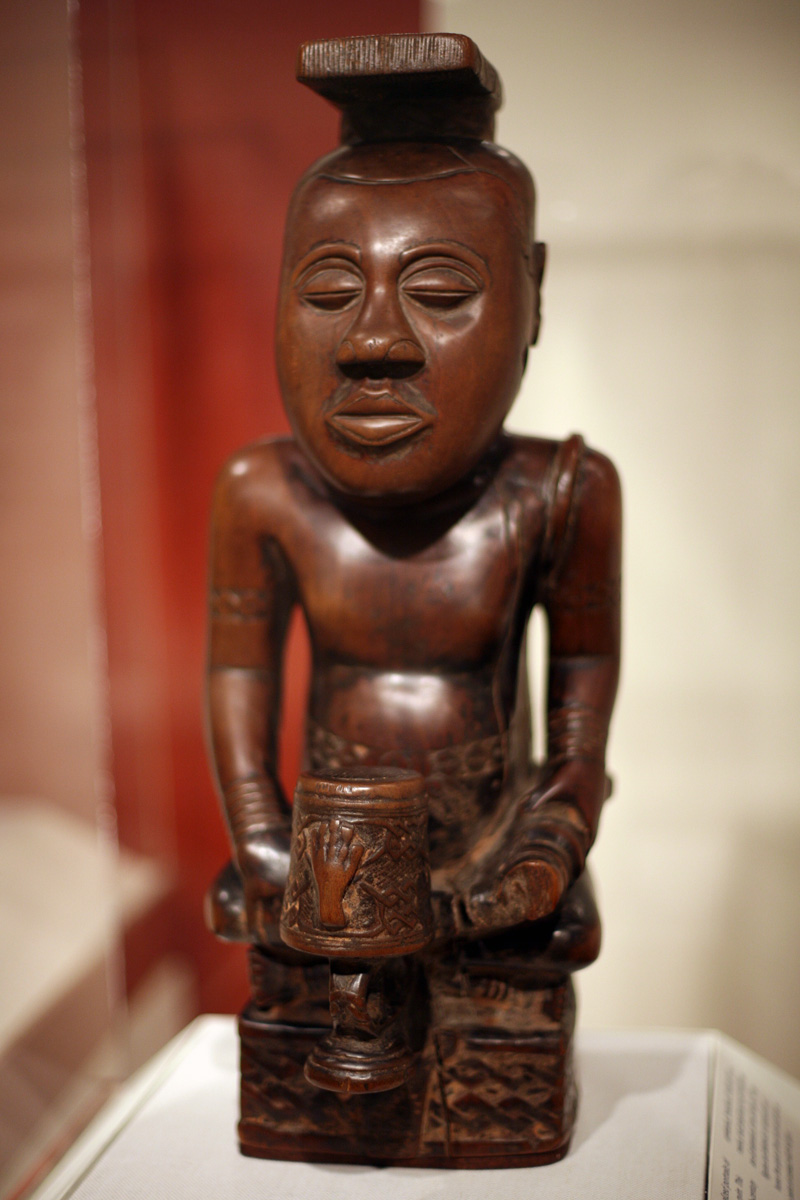
Kuba Ndop Portrait.
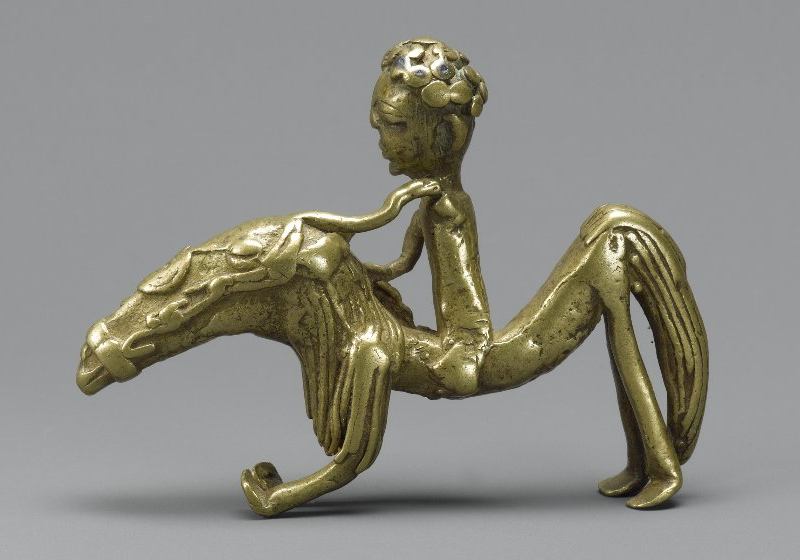
Golden rider of the Ashanti region culture in Ghana.

### Art del món islàmic

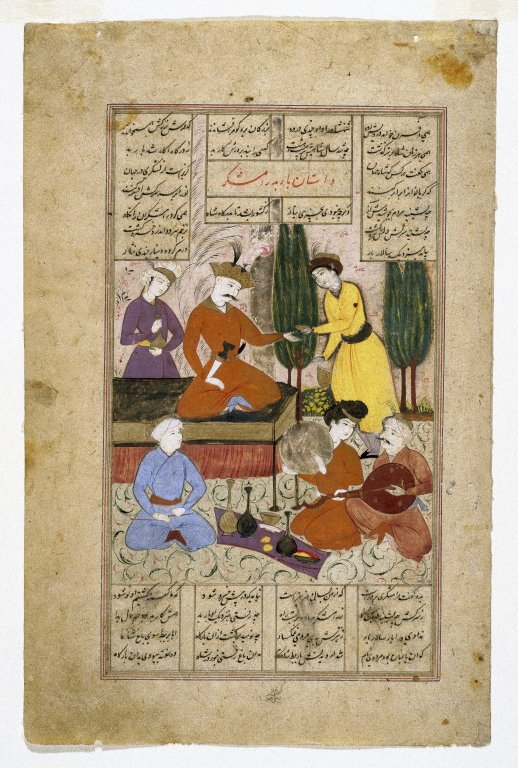
Bahram Gur and Courtiers Entertained by Barbad the Musician, Page from Shahnama of Ferdowsi.
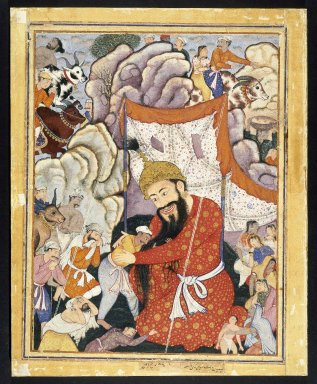
Zumurrud Shah Takes Refuge in the Mountains, ca. 1570.
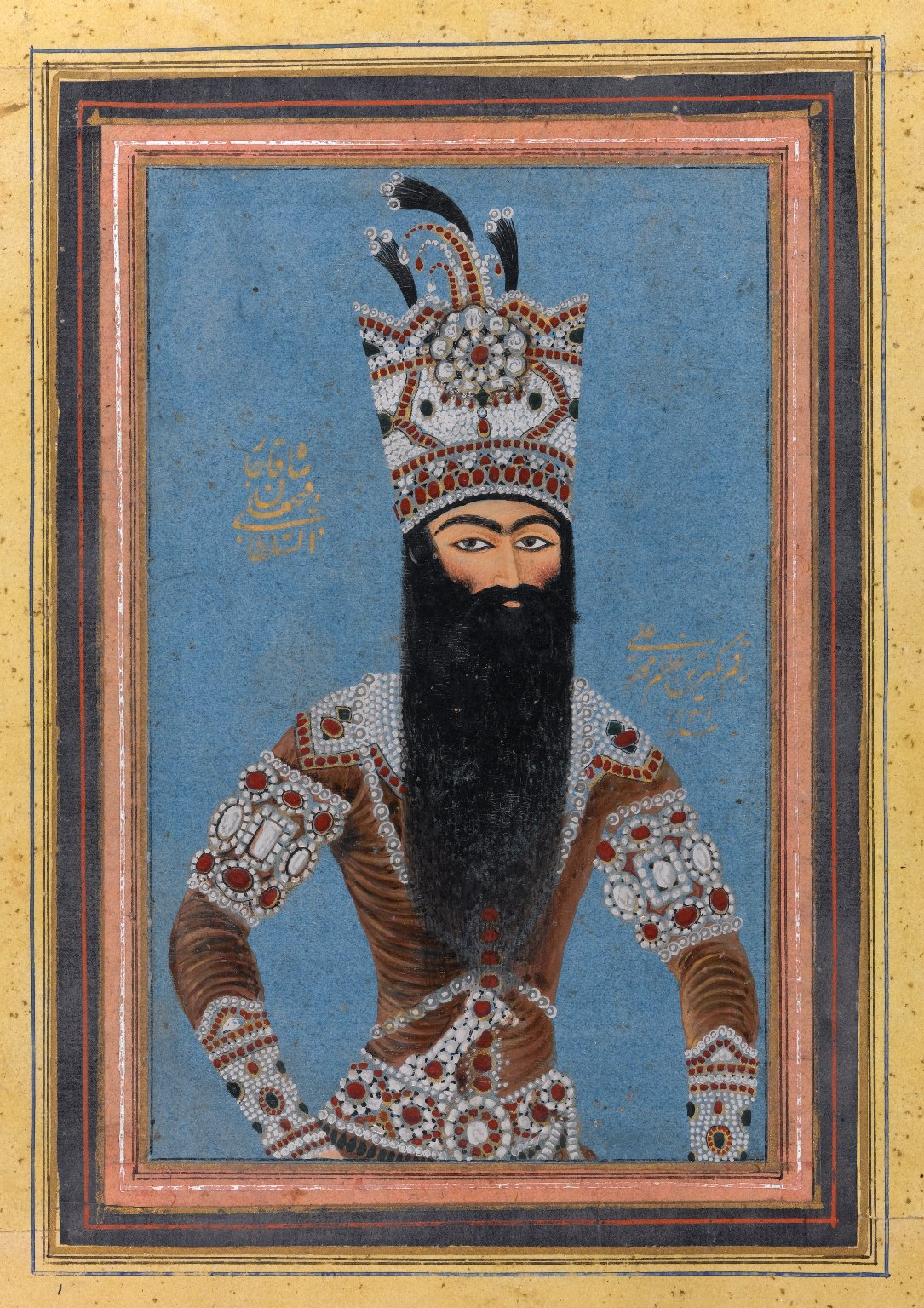
Mihr 'Ali (Iranian, active ca. 1800-1830). Portrait of Fath-Ali Shah Qajar, 1815.
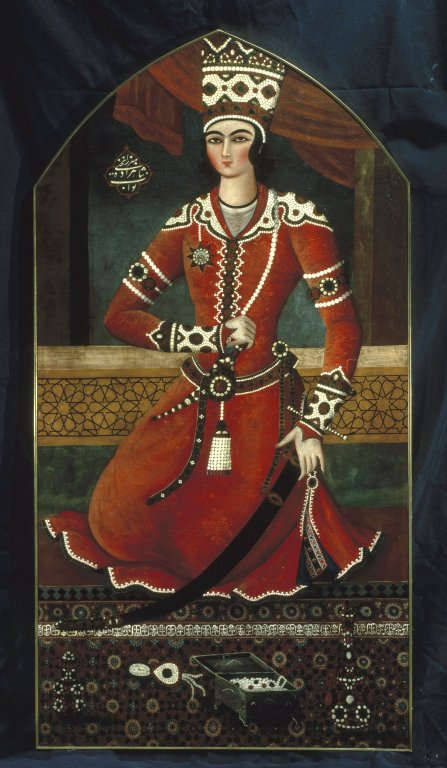
Muhammad Hasan (Persian, active 1808-1840). Prince Yahya, ca. 1830s.
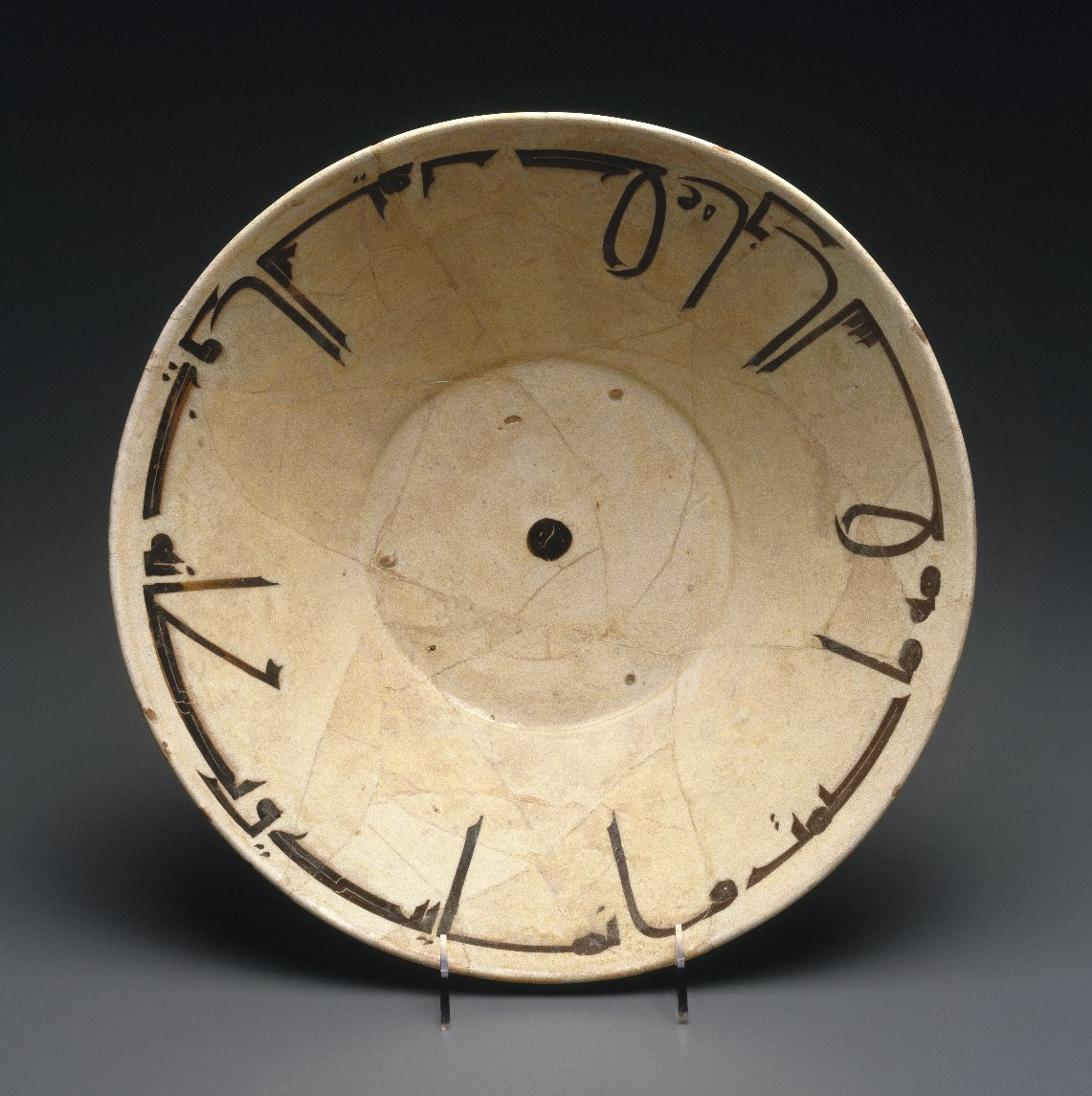
Bowl with Kufic Inscription, 10th century.

### Art europeu

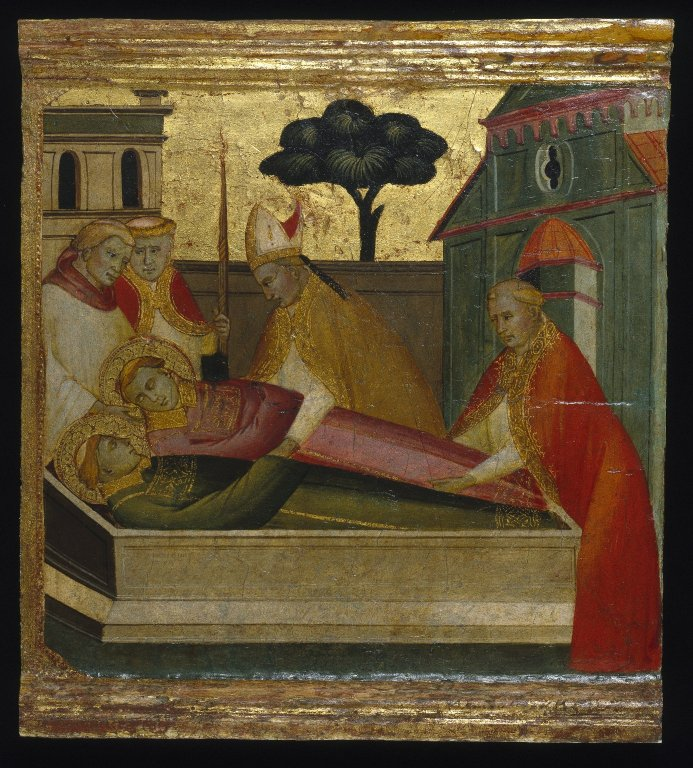
Lorenzo di Niccolò, Saint Lawrence Buried in Saint Stephen's Tomb, 1410–1414, tempera and tooled gold on poplar, 33 × 36 cm
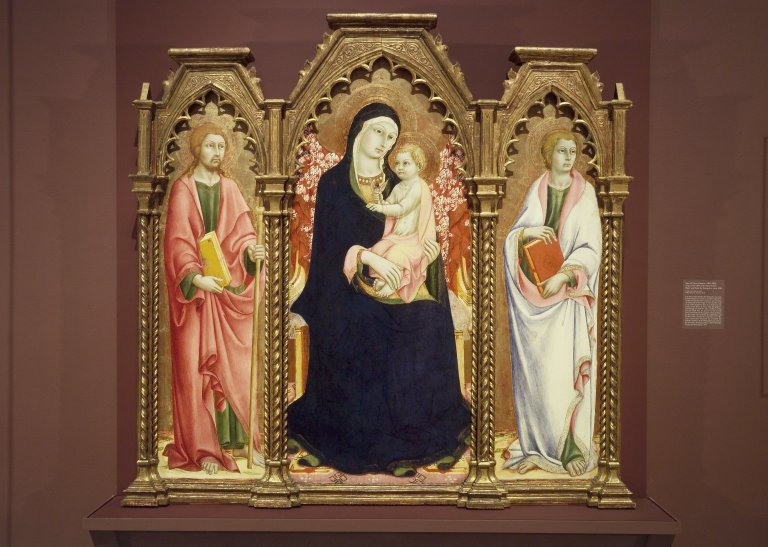
Sano di Pietro, Triptych of Madonna with Child, St. James and St. John the Evangelist, ca. 1460 and 1462
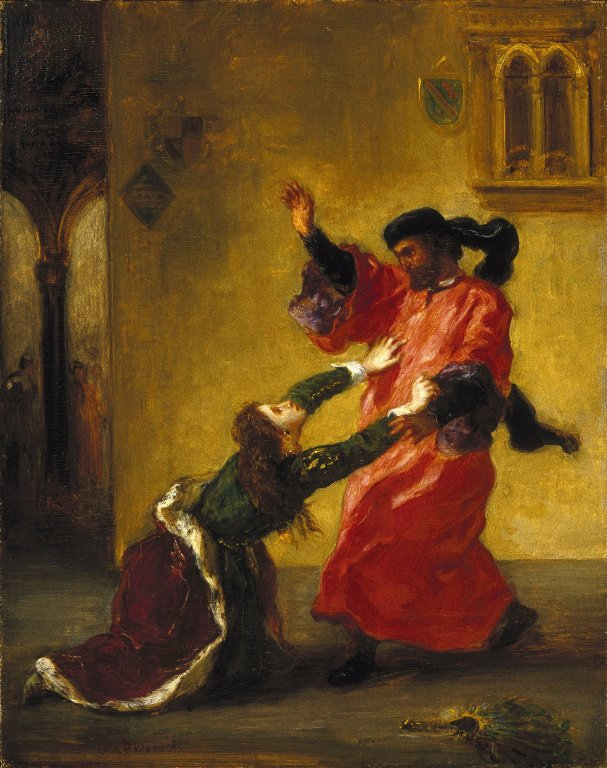
Eugène Delacroix, Desdemona Cursed by her Father (Desdemona maudite par son père), c. 1850-1854
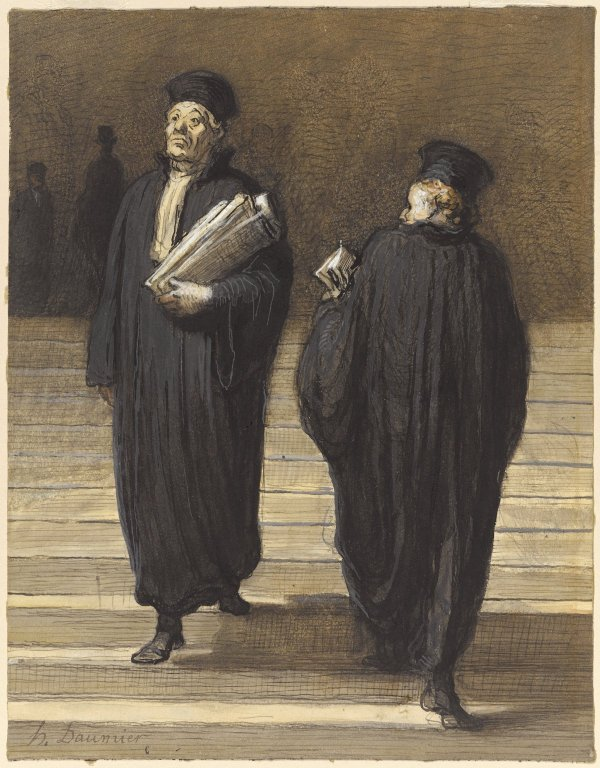
Honoré Daumier, The Two Colleagues (Lawyers) (Les deux confrères Avocats), between 1865 and 1870
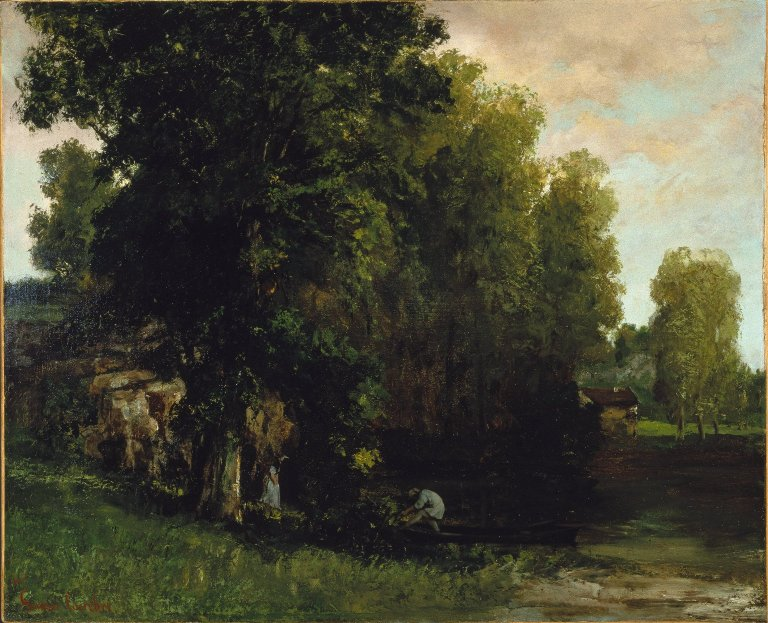
Gustave Courbet, The Edge of the Pool, 1867
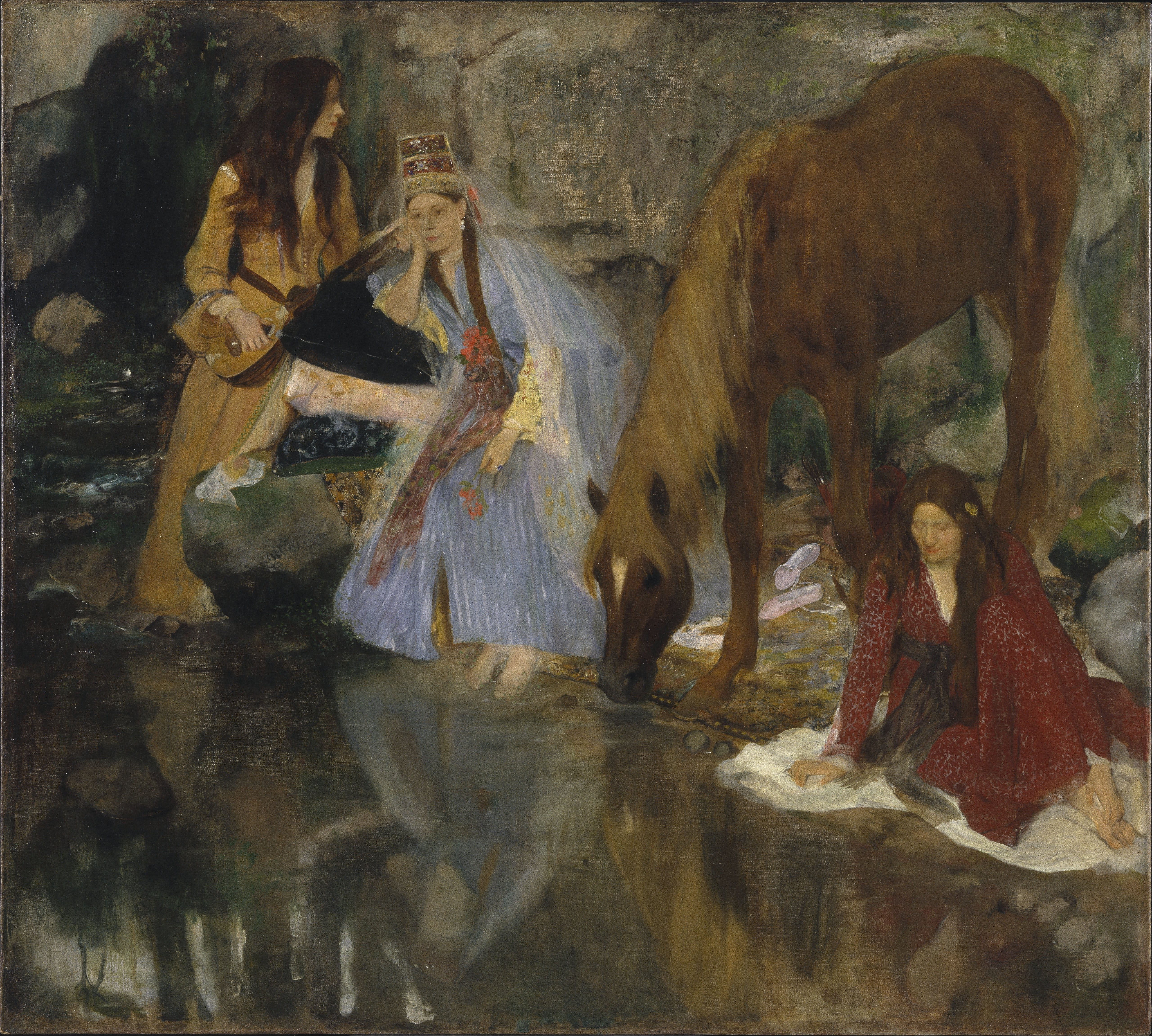
Edgar Degas, Portrait de Mlle Eugénie Fiocre, 1867-1868
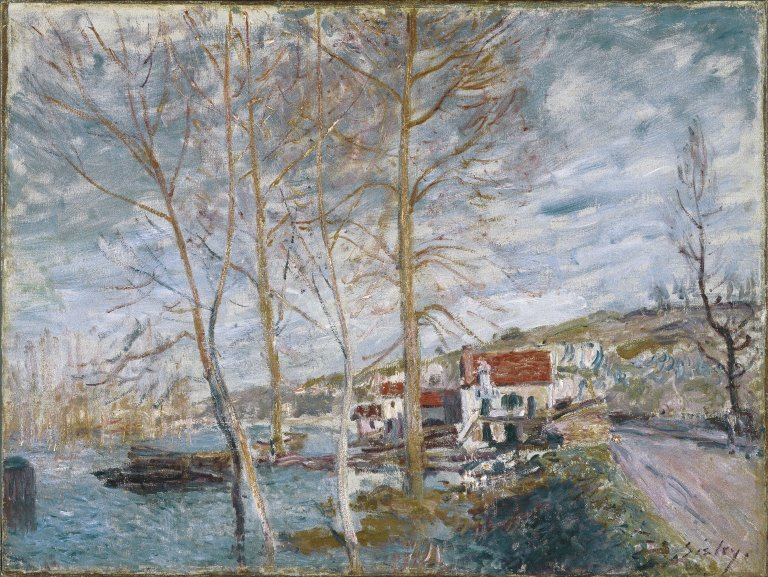
Alfred Sisley, Flood at Moret (Inondation à Moret), 1879
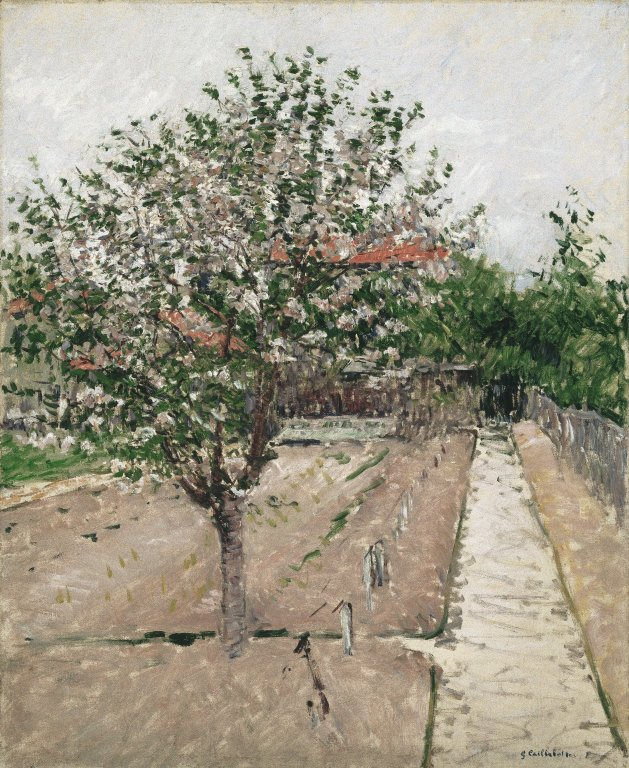
Gustave Caillebotte, Apple Tree in Bloom (Pommier en fleurs), c. 1885
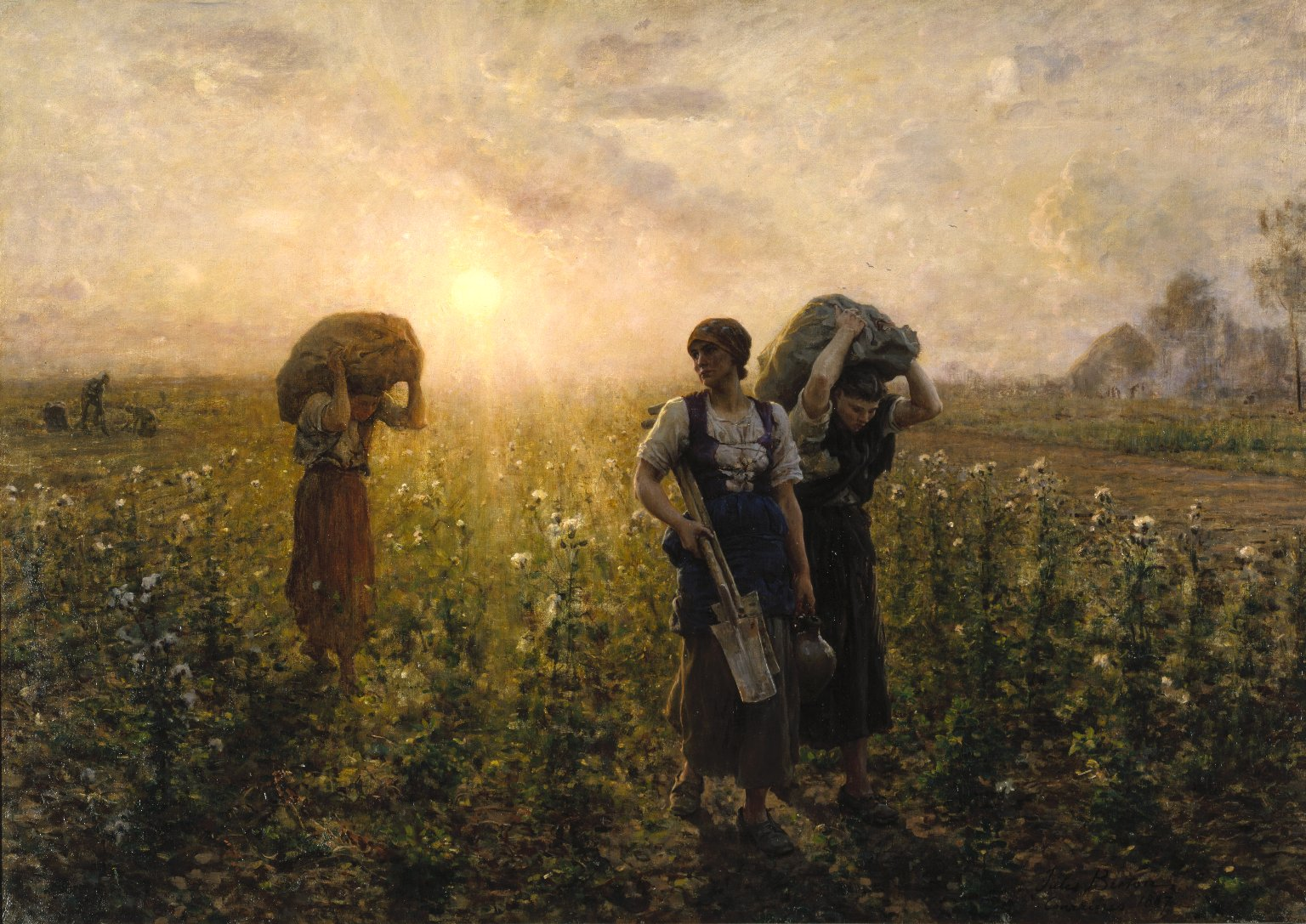
Jules Breton, Fin du travail (The End of the Working Day), c.1886-1887
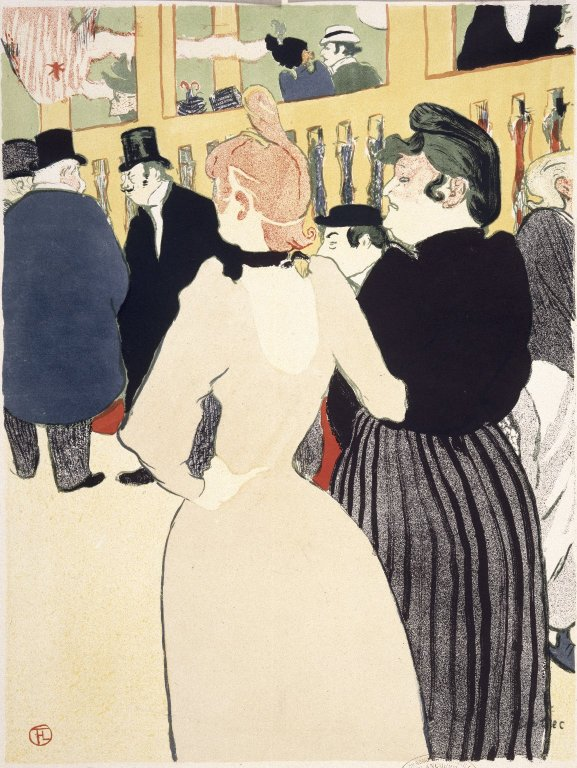
Henri de Toulouse-Lautrec, At the Moulin Rouge (Au Moulin Rouge), c. 1892.
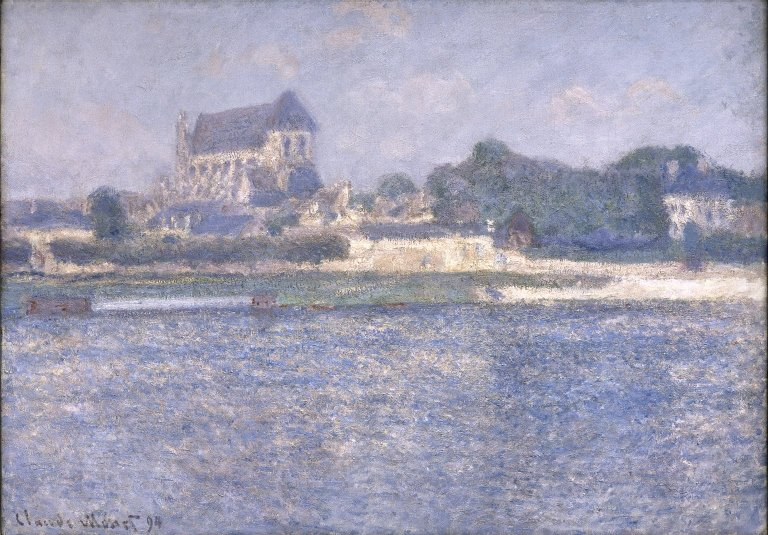
Claude Monet, The Church at Vernon, 1894
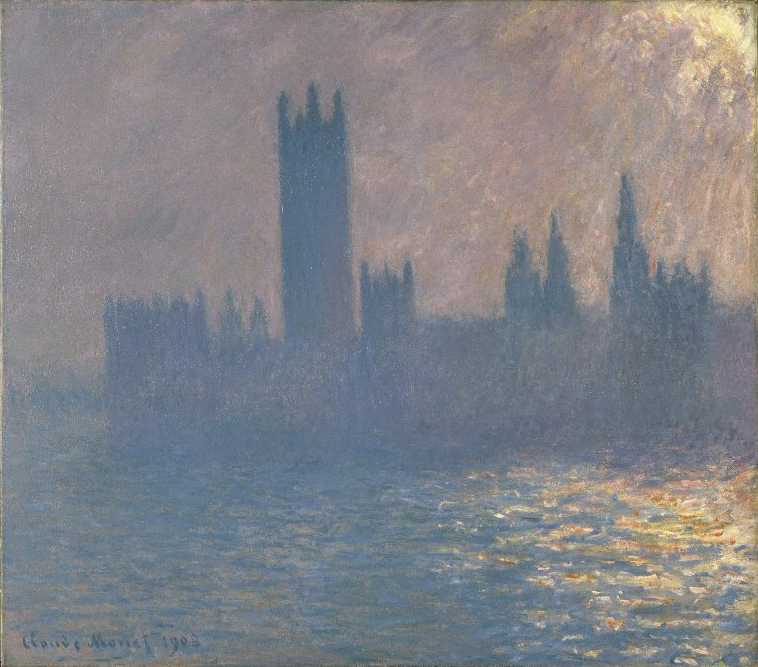
Claude Monet, Houses of Parliament Sunlight Effect (Le Parlement effet de soleil), 1903
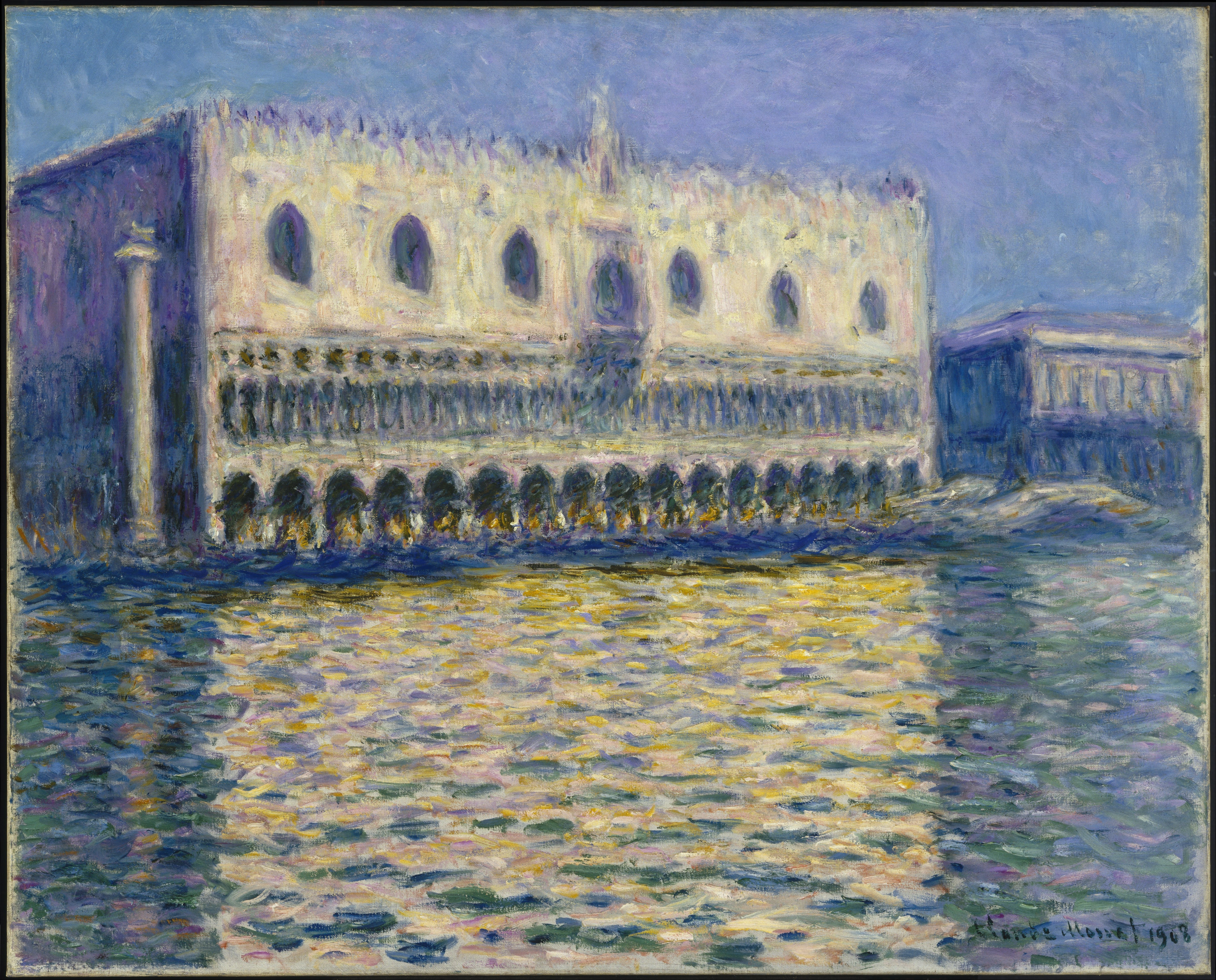
Claude Monet, The Doge's Palace (Le Palais ducal), 1908
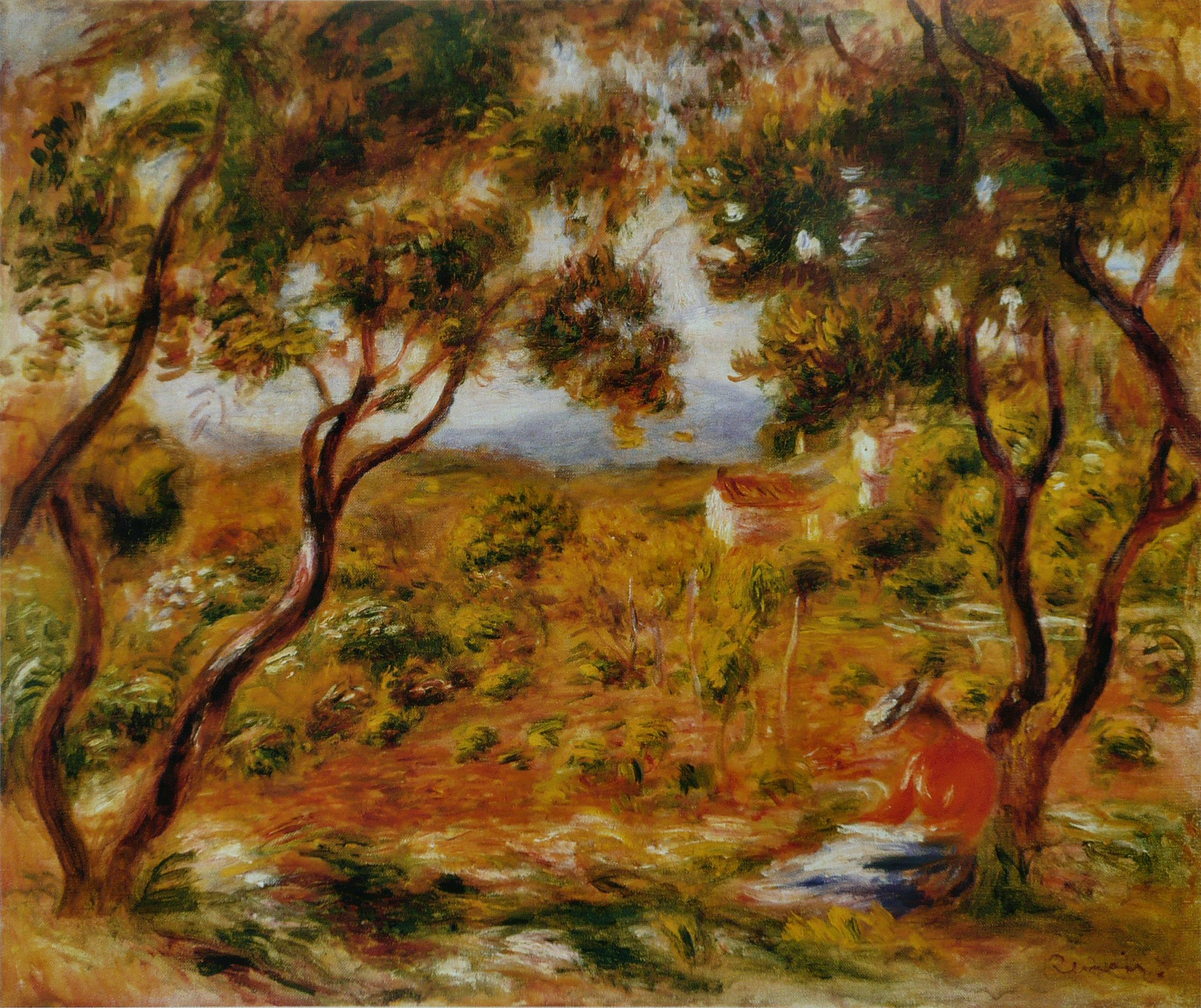
Pierre-Auguste Renoir, Les Vignes à Cagnes, 1908.